# Hermann Worthoff
Hermann Worthoff, född 23 mars 1910 i Bergisch Gladbach, död 28 mars 1982 i Eupen, var en tysk SS-Obersturmführer. Han var under andra världskriget stationerad i Lublin och en av de ansvariga för likvideringen av stadens getto.

## Biografi
I juni 1941 kommenderades Worthoff till staben hos kommendören för Sicherheitspolizei (Sipo) och Sicherheitsdienst (SD) i distriktet Lublin i Generalguvernementet. Omkring 30 000 av invånarna i Lublins getto deporterades 1942 till förintelselägret i Bełżec och mördades där. Därtill sköt Worthoff personligen ihjäl judar. Worthoff var även involverad i likvideringen av Warszawas getto år 1943. Efter kriget levde Worthoff under det falska namnet Hermann Josef Schmitz och från 1953 under sitt riktiga namn och försörjde sig som handelsresande. I december 1975 dömdes han av Landgericht Wiesbaden till åtta års fängelse för medhjälp till mord på 8 000 av invånarna i Lublins getto.